# Plzeňský Prazdroj

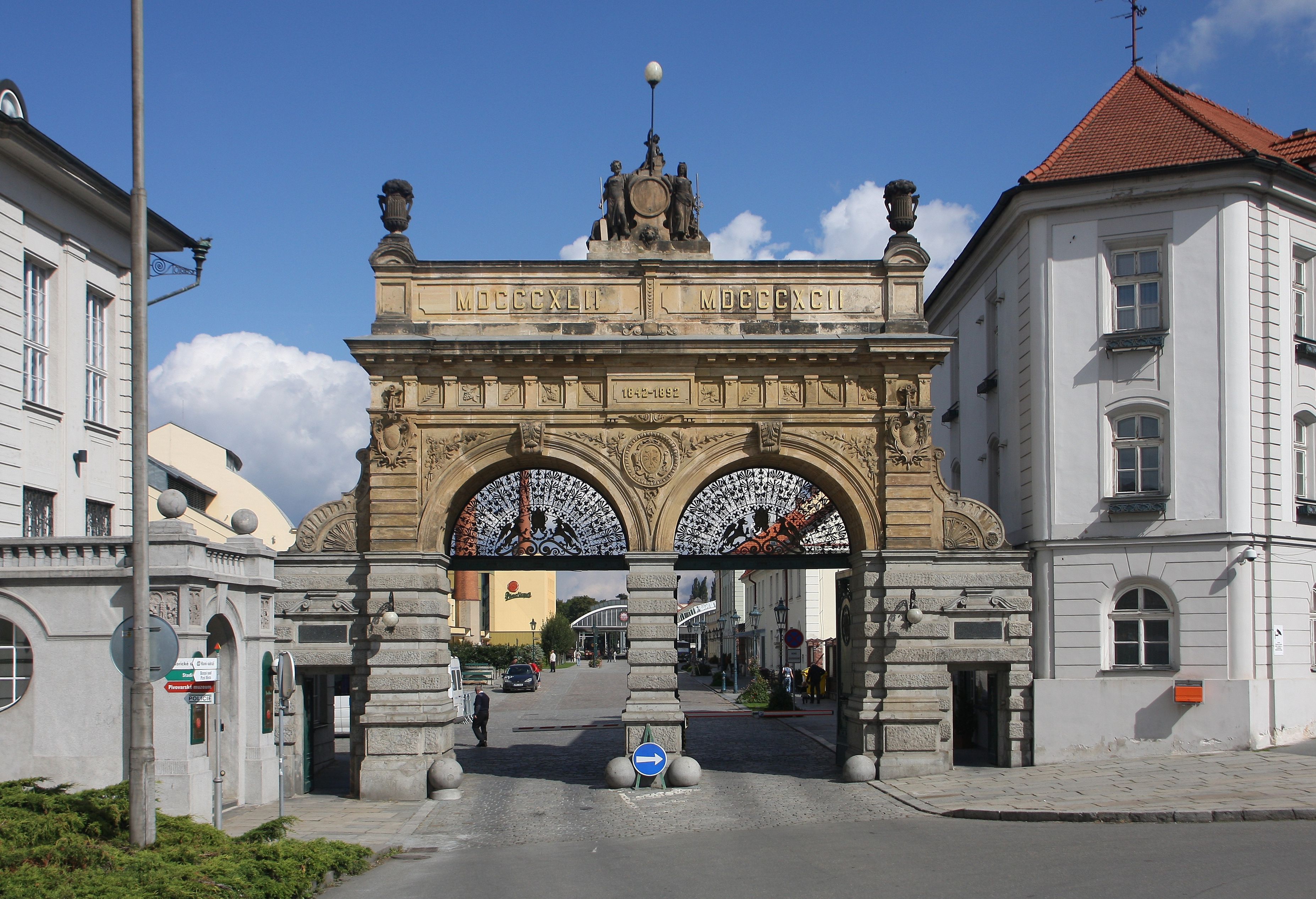
Plzeňský Prazdroj, hlavní brána

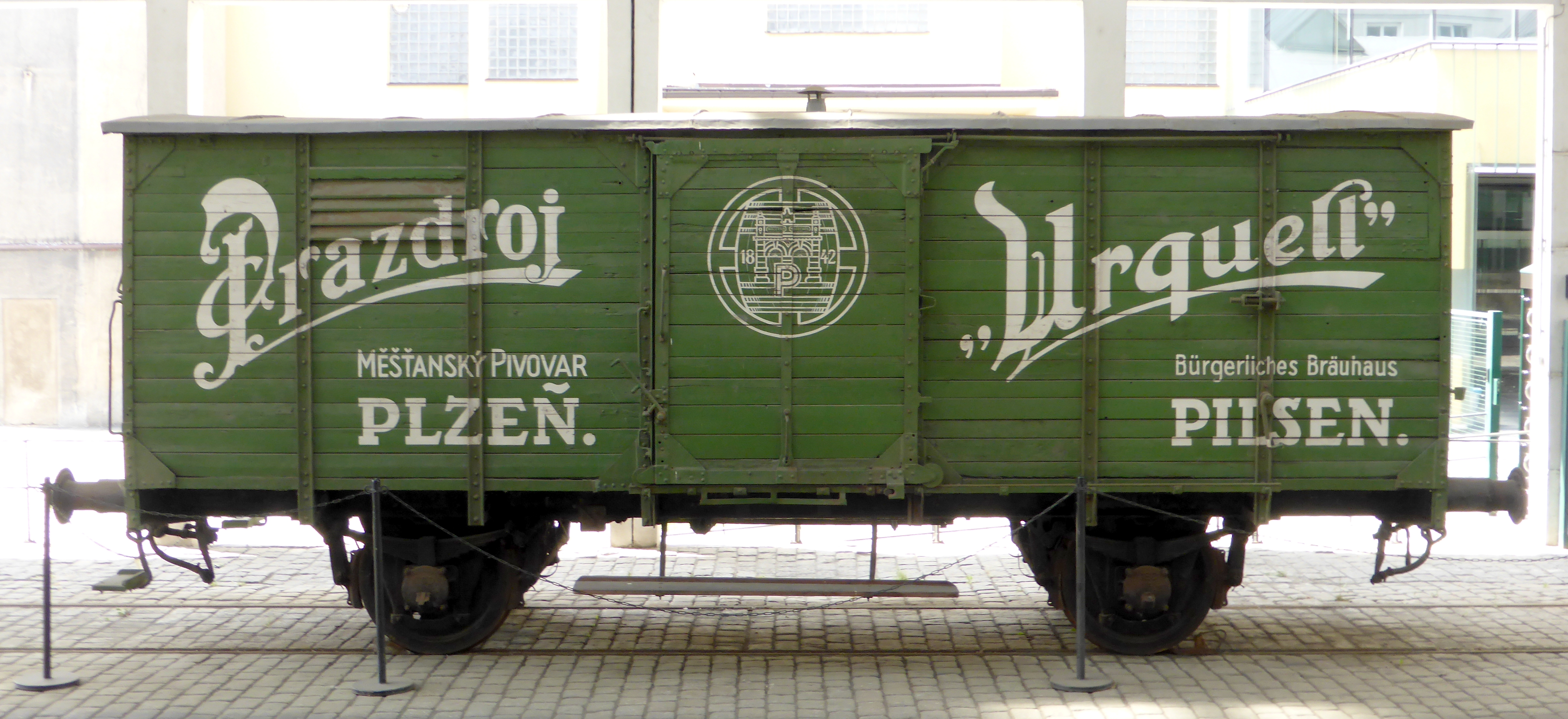
Pilsner Urquell historický vagón

Plzeňský Prazdroj, a. s., je česká firma, pivovar založený v roce 1842, který produkuje první pivo plzeňského typu, Pilsner Urquell. Od roku 2017 patří pod japonskou mateřskou společnost Asahi.

## Historie
Právo várečné udělil 260 plzeňským občanům již Václav II. v roce 1295. Z roku 1307 pochází zmínka o pivovaru, který Wolfram Zwillinger odkázal katedrále svatého Bartoloměje. Ve 14. století pak mohli vařit a prodávat pivo všichni měšťané. V roce 1501 je poprvé zmíněn městský pivovar. Kvalita vyráběného moku však silně kolísala a v únoru 1838 měli nechat radní dokonce vylít 36 sudů piva pro jeho „neschopnost požití a zdraví škodlivost“. Tato neblahá skutečnost vedla k tomu, že 2. ledna 1839 vzešlo z měšťanské schůze rozhodnutí o výstavbě pivovaru. Stavba započala 15. září téhož roku pod vedením Martina Stelzera. O tři roky později byl nový Měšťanský pivovar Plzeň (Bürgerliches Brauhaus) dokončen.
Pivovar měl vařit pivo bavorského typu, k čemuž byl z Bavor přizván a zaměstnán jako sládek Josef Groll. Ten v novém pivovaru uvařil premiérovou várku 5. října 1842. Naražena byla 11. listopadu a ač nedopadla úplně dle očekávání, sklidila veliký úspěch. Staronová receptura tohoto piva je nyní známa a využívána po celém světě jako pivo plzeňského typu, právem nazývané po místě svého zrodu. Josef Groll pracoval v Měšťanském pivovaru pouze do dubna 1845. Po něm však přišli na řadu další bavorští sládkové, kteří se střídali až do konce 19. století.
Dne 1. března 1859 si pivovar nechal zaregistrovat u Obchodní a živnostenské komory v Plzni ochrannou známku Pilsner Bier – Plzeňské pivo a v roce 1898 Plzeňský Prazdroj – Pilsner Urquell. Mezi další známky užívané v 19. století patří Plzeňský pramen, Prapramen, Měšťanské plzeňské či Plzeňský pravý zdroj. Již v prvním desetiletí existence si Měšťanský pivovar získal stabilní pozice v Praze a záhy expandoval i do Vídně. V roce 1862 slavil úspěch v Paříži, odkud byl jen krůček do Ameriky. V roce 1869 byl v Plzni založen akciový pivovar Gambrinus jako přímá konkurence Měšťanskému pivovaru. Ovšem do 30. let 20. století se Měšťanskému pivovaru podařilo získat většinu akcií pivovaru Gambrinus.
Dne 13. září 1946 došlo ke znárodnění a sjednocení pivovarů pod hlavičkou národního podniku Plzeňské pivovary. Tento byl 1. června 1964 transformován na Západočeské pivovary se sídlem v Plzni a n. p. Plzeňský Prazdroj (pro export). Po sametové revoluci vznikla akciová společnost Plzeňské pivovary a nakonec byla 1. září 1994 zapsána do obchodního rejstříku jako Plzeňský Prazdroj, a. s. V roce 1999 získal kontrolu nad a. s. Plzeňský Prazdroj koncern SABMiller. 30. září 2002 byla dokončena fúze a Prazdroj pod svoji hlavičku sjednotil Pivovar Radegast, a. s. a Pivovar Velké Popovice, a. s.. V současnosti si tato skupina udržuje poloviční podíl na českém pivním trhu.
V roce 2006 byla Prazdroji Ministerstvem průmyslu a obchodu schválena sleva na dani ve výši 680 milionů korun. Počátkem října 2008 byly na seznam kulturních památek České republiky zařazeny dvě stavby v areálu plzeňského pivovaru – Jubilejní brána a Vodárenská věž. Mnoha budov a pozemků v areálu pivovaru se roku 2016 začalo soudně domáhat Právovárečné měšťanstvo v Plzni.

## Hospodářské výsledky
Plzeňský Prazdroj byl v roce 2015 první z trojice největších pivovarů v Česku, který zveřejnil své aktuální výsledky. Prazdroj vydělal v hospodářském roce od dubna 2014 do března 2015 3,52 miliardy korun při tržbách necelých 14 miliard korun. Firmě vzrostl výstav o 4,5 %, pomohla například i změna technologie u některých značek, například sudový Gambrinus firma přestala pasterovat. Původní majitel Prazdroje, skupina SABMiller, obdržel vzhledem k těmto výsledkům rekordní dividendu, a sice na každou akcii s nominální tisícikorunovou hodnotou mu poslal Prazdroj 1690 korun. Největší tuzemská pivovarnická společnost tedy odevzdala skupině SABMiller 3,38 miliardy korun dividendy čili téměř celý svůj zisk.

## Vlastnické poměry
Od roku 1999 držela 100 % akcií tehdejší plzeňské firmy Prazdroj jihoafrická společnost South African Breweries. Ta se v roce 2002 sloučila s firmou Miller Breweries z USA. Tím byl vytvořen jihoafricko-americký koncern SABMiller, který měl centrálu v Londýně. Byla to tehdy druhá největší akciová společnost na světě, zabývající se vařením piva.
V průběhu roku 2015 se objevily zprávy, že o koupi celé společnosti SABMiller projevil zájem americko-belgický koncern Anheuser-Busch InBev. Tento největší pivovarský koncern světa je akciová společnost, sestávající z belgického InBevu a celosvětově známého podniku Anheuser Busch z USA. AB Inbev nabízel akcionářům SABMiller postupně až 42 anglických pencí za jednu akcii, což by znamenalo eventuální kupní cenu 104 miliard dolarů za celou společnost. Po sloučení by obří pivovarská společnost vařila třetinu piva na celém světě. Dozorčí rada SABMiller se tomuto převzetí dlouho bránila, resp. požadovala 45 pencí za akcii, čímž by se prodejní cena společnosti zvýšila na celkem 111 miliard dolarů. Velkoakcionář SABMiller, tabáčnický koncern Altria Group s podílem zhruba 27 %, však byla převzetí brzy nakloněna.
Ve středu 14. října 2015 měla vypršet lhůta daná akcionářům SABMiller podle britského práva k tomu, aby se vyjádřili k nabídce převzetí skupinou AB InBev. Tato společnost prohlásila ve čtvrtek 8. října 2015, že vyjádření dozorčí rady konkurenta o nedostatečnosti této nabídky a podcenění hodnoty akcií SABMiller „postrádá důvěryhodnost“. Zároveň koncern AB InBev apeloval na akcionáře SABMiller, aby se k jeho nabídce zavčas vyjádřili. Aby akcionáře SABMiller získal na svou stranu, zvýšil koncern AB InBev v pondělí 12. října 2015 svou nabídku ceny za jednu akcii na 43,50 anglických pencí. Důležití velkoakcionáři SABMiller (kromě tabáčnického koncernu Altria), především miliardářská rodina Santo Domingo z Kolumbie, britská finanční skupina Aberdeen a jihoafrický státní fond PIC, zůstávali v ten den ke zvýšené nabídce ještě skeptičtí. Po dalším zvýšení ceny za akcii na 44 pencí v noci téhož dne však změnili svůj názor.
Během úterý 13. října 2015 bylo oznámeno, že sloučení obou pivovarnických skupin bylo dohodnuto. Kupní cena za všechny akcie SABMiller byla podle zpráv 99 miliard eur, při zohlednění zároveň přebíraných dluhů více než 110 miliard eur. Svým finančním objemem byla tato megafúze třetí největší ve světových hospodářských dějinách. Po sloučení mohla vzniklá pivovarská společnost teoreticky vařit skoro třetinu piva na celém světě, neboť obě společnosti měly v roce 2014 celkový podíl 30,6 % na světovém výstavu piva. Součástí této transakce byl předběžně také pivovar Plzeňský Prazdroj.
V prosinci 2016 však byla uveřejněna zpráva, že Pilsner Urquell bude koupen japonským koncernem Asahi, a to jak pivovar, tak obchodní značka. Dosavadní majitel SABMiller totiž dostal od EU, přesněji od evropských ochránců hospodářské soutěže závazek prodat značnou část svých pivovarnických aktivit v Evropě. Pod následně dohodnutou transakci, která měla finanční objem 7,3 miliardy eur, spadal nejen Pilsner Urquell se všemi svými dceřinými společnostmi v Česku, nýbrž také velký polský koncern Kompania Piwowarska, a dále podniky na Slovensku, v Maďarsku a Rumunsku. Nový majitel převzal všechny koupené pivovary v první polovině roku 2017.

## Produkce
Původní pivovar byl plánován na kapacitu 30 000 hl ročně. Roku 1850 produkce přesáhla 10 000 hl a roku 1870 100 000 hl. V roce 1913 překročil roční výstav piva měšťanského pivovaru hranici 1 000 000 hl a v současné době činí přes 5 000 000 hl ročně. Produkce celé skupiny pak činí více než  11 milionů hl piva ročně (2017).

### Současná produkce

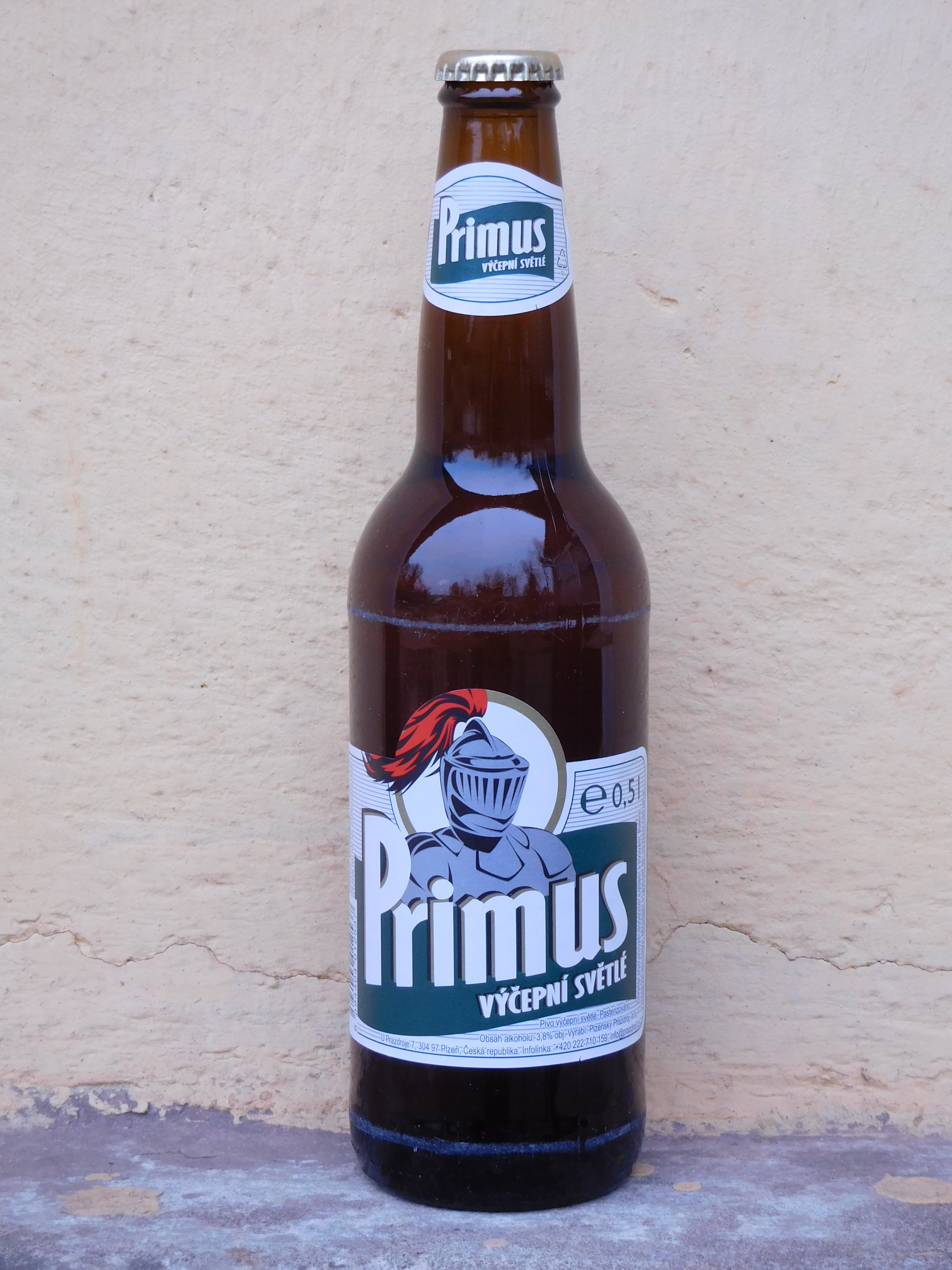
Primus světlé výčepní

Pilsner UrquellSvětlý ležák s obsahem alkoholu 4,4 %, Prazdroj.
Gambrinus Nepasterizovaná 10°světlé výčepní pivo.
Gambrinus Nepasterizovaná 11°světlý ležák s obsahem alkoholu 4,6 %.
Gambrinus Nefiltrovaný ležáksvětlý nefiltrovaný ležák.
Gambrinus Nepasterizovaná 12°světlý výčepní ležák.
Gambrinus Originál 10světlé pivo (plechovka, lahvové).
Gambrinus Polotmavá 12°polotmavý ležák (plechovka, lahvové).
Gambrinus Patron 12°světlý ležák (plechovka, lahvové).
Gambrinus Drysvětlé pivo s nižším obsahem cukru (lahvové).
Excelent 11°světlý ležák (lahvové).
PrimusSvětlé výčepní s obsahem alkoholu 4,2 %. Pouze lahvové.
Kozel Mistrův ležáksvětlý ležák (lahvové)
Kozel Mistrův pšeničný 12,6°svrchně kvašené pivo s obsahem alkoholu 5,2 %.
Kozel Mistrův Tmavý 12,3°tmavé pivo s obsahem alkoholu 4,4 %.
Kozel 11°světlý ležák s obsahem alkoholu 4,6 %.
Kozel 10°světlé výčepní pivo s obsahem alkoholu 4 %.
Kozel Černýtmavé pivo pivo s obsahem alkoholu 3,8 %.
Kozel Řezaný 11řezané pivo
Radegast Rázná 10světlé pivo s obsahem alkoholu 4,1 %
Radegast Ryze hořká 12světlý ležák s obsahem alkoholu 5,1 %
Radegast Ratarsvětlé velmi hořké výčepní pivo.
Radegast ROG IPAsvětlé svrchně kvašené pivo.
Radegast Temně hořká 12polotmavý jantarový ležák.
Radegast Extra hořká 15tmavě jantarový speciál.
Klasiksvětlé pivo nižší obsah alkoholu.
Master Polotmavý 13polotmavý speciál karamelové barvy s obsahem alkoholu 5,2 %
Master Tmavý 18tmavý speciál s obsahem alkoholu 7 %
Birell Světlýnealkoholické světlé pivo
Birell Polotmavýnealkoholické polotmavé pivo
Birell Zelený ječmennealkoholické světlé pivo s chutí zeleného ječmene
Birell Bez lepkunealkoholické světlé pivo bez lepku
Birell Za studena chmelenýnealkoholické světlé pivo
Birell Stylu IPAnealkoholické světlé pivo
Birell Pomelo a Grepnealkoholický nápoj z piva s příchutí citrusů
Birell Polotmavý citronnealkoholický nápoj s příchutí citronové šťávy
Birell Malina & Limetkanealkoholické nápoj
Birell Hroznonealkoholický nápoj
Birell Červený pomerančnealkoholický nápoj
Birell Citronádanealkoholický nápoj
Birell Bezovkanealkoholický nápoj
Birell Colanealkoholický nápoj
Birell Ledový čajnealkoholický nápoj
Kingswood Originaljablečný cider s obsahem alkoholu 4,5 %
Kingswood Dryjablečný cider se zelených jablek s obsahem alkoholu 5 %
Kingswood Sweet Rosésladší jablečný cider s obsahem alkoholu 4,5 %
Kingswood Apple Seccider s příchutí šumivého vína s obsahem alkoholu 5,4 %
Viper Limetkaosvěžující drink s příchutí limetky s obsahem alkoholu 4 %
Viper Brusinkaosvěžující drink s příchutí brusinky s obsahem alkoholu 4 %
Viper Broskevosvěžující drink s příchutí broskve s obsahem alkoholu 4 %
Frisco Jablko a citrónjemně perlivý alkoholický cider s obsahem alkoholu 4,5 %
Frisco Brusinkajemně perlivý alkoholický cider s obsahem alkoholu 4,5 %
Frisco Ananas a lemongrassjemně perlivý alkoholický cider s obsahem alkoholu 4,5 %
Frisco Lesní ovocejemně perlivý alkoholický cider s obsahem alkoholu 4,5 %
Frisco Spritzjemně perlivý alkoholický cider s obsahem alkoholu 4,5 %
Frisco Bellinijemně perlivý alkoholický cider s obsahem alkoholu 4,5 %
Frisco Mojitojemně perlivý alkoholický cider s obsahem alkoholu 4,5 %
Frisco Strawberry Daiquiryjemně perlivý alkoholický cider s obsahem alkoholu 4,5 %

## Turismus
Plzeňský Prazdroj provozuje pro návštěvníky také několik prohlídkových tras:
- Plzeňský Prazdroj – základní trasa, při níž se návštěvníci dozví o unikátním postupu vaření tamějšího piva, trasa vede také do ležáckých sklepů.
- Pivovarské muzeum – situované do autentického prostředí středověkého právovárečného domu, expozice seznamuje návštěvníky s historií piva a plzeňských pivovarů a hospod.
- Plzeňské historické podzemí – výchozím bodem je Pivovarské muzeum, odkud se návštěvníci dostanou do 800 metrů dlouhé prohlídkové trasy, prezentující zejména historii města Plzně.

## Zajímavosti
- V roce 2004 překročily výdaje za reklamu a propagaci 1 miliardu Kč.
- V roce 2022 byly výdaje na reklamu a propagaci přes 12 miliard Kč.

## Galerie

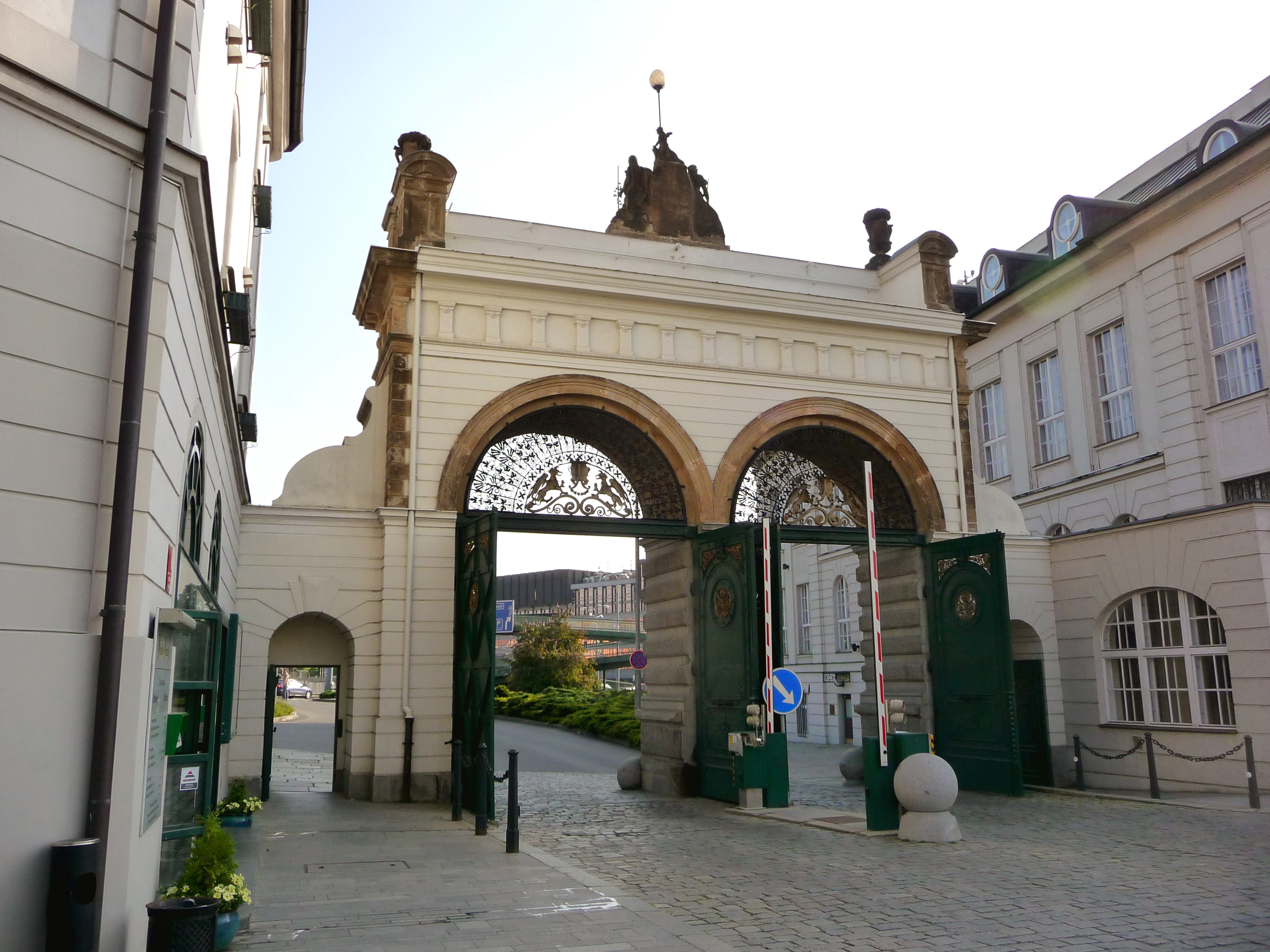
Pivovar Prazdroj
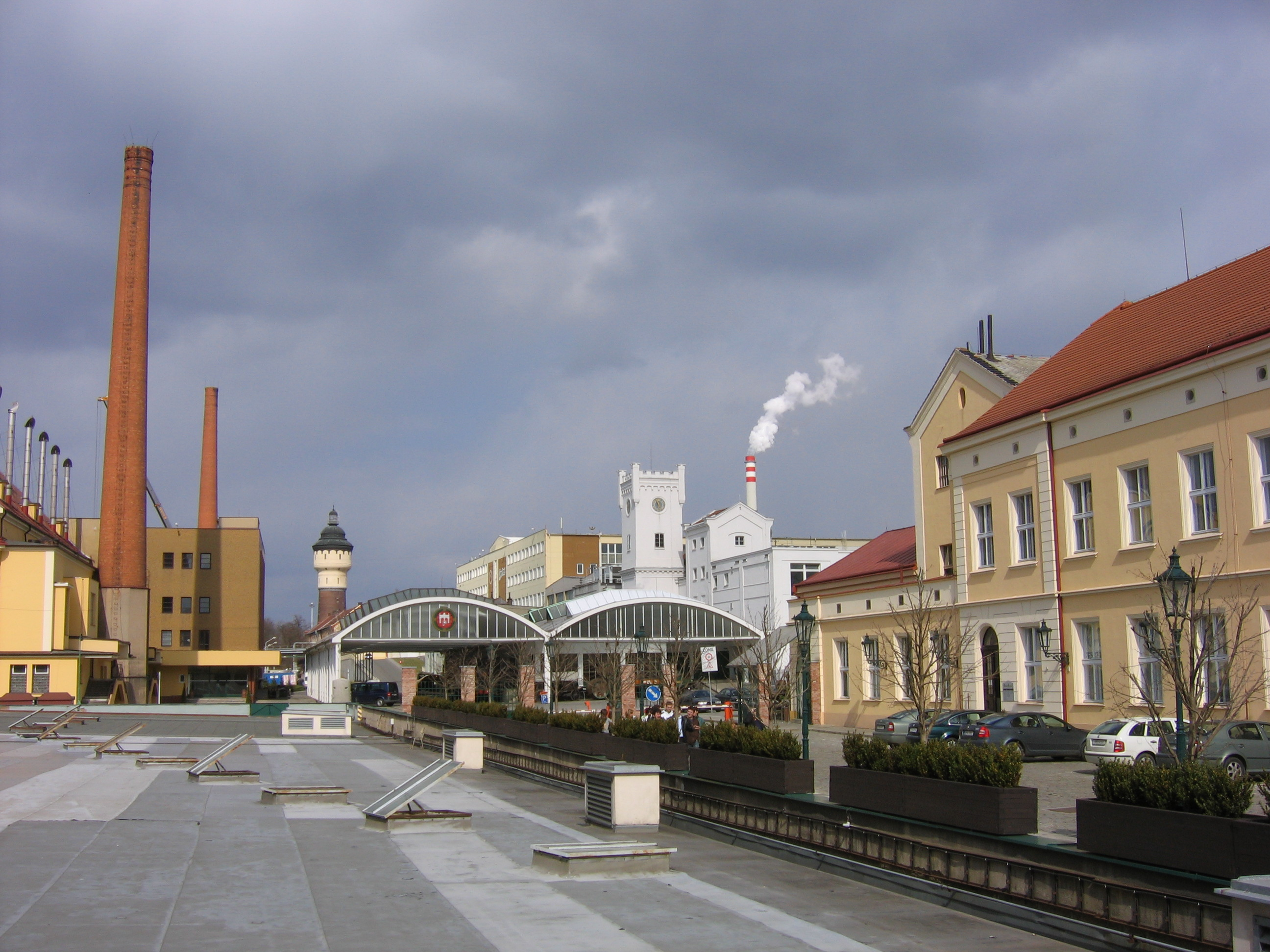
Pivovar Prazdroj
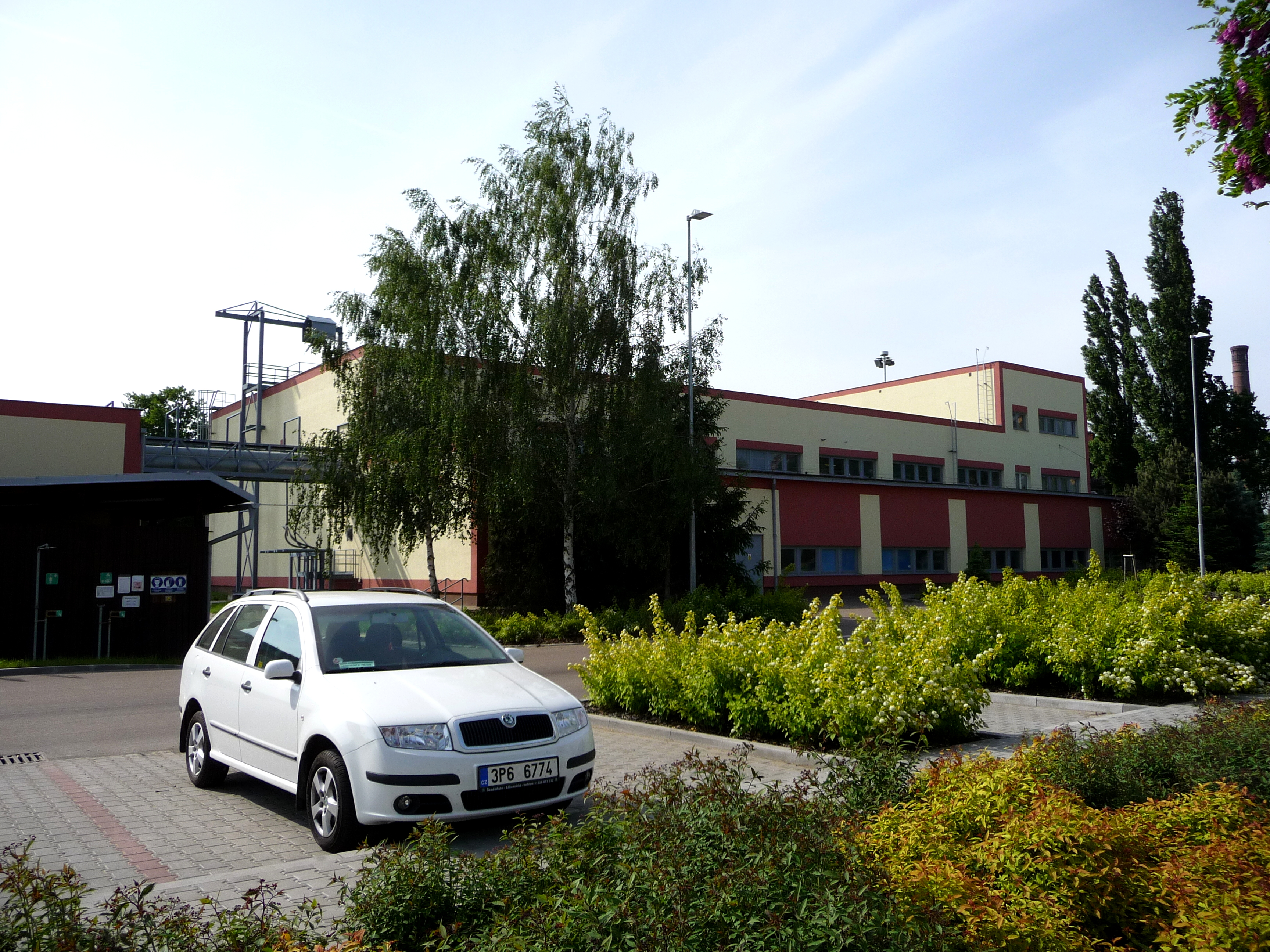
Pivovar Prazdroj
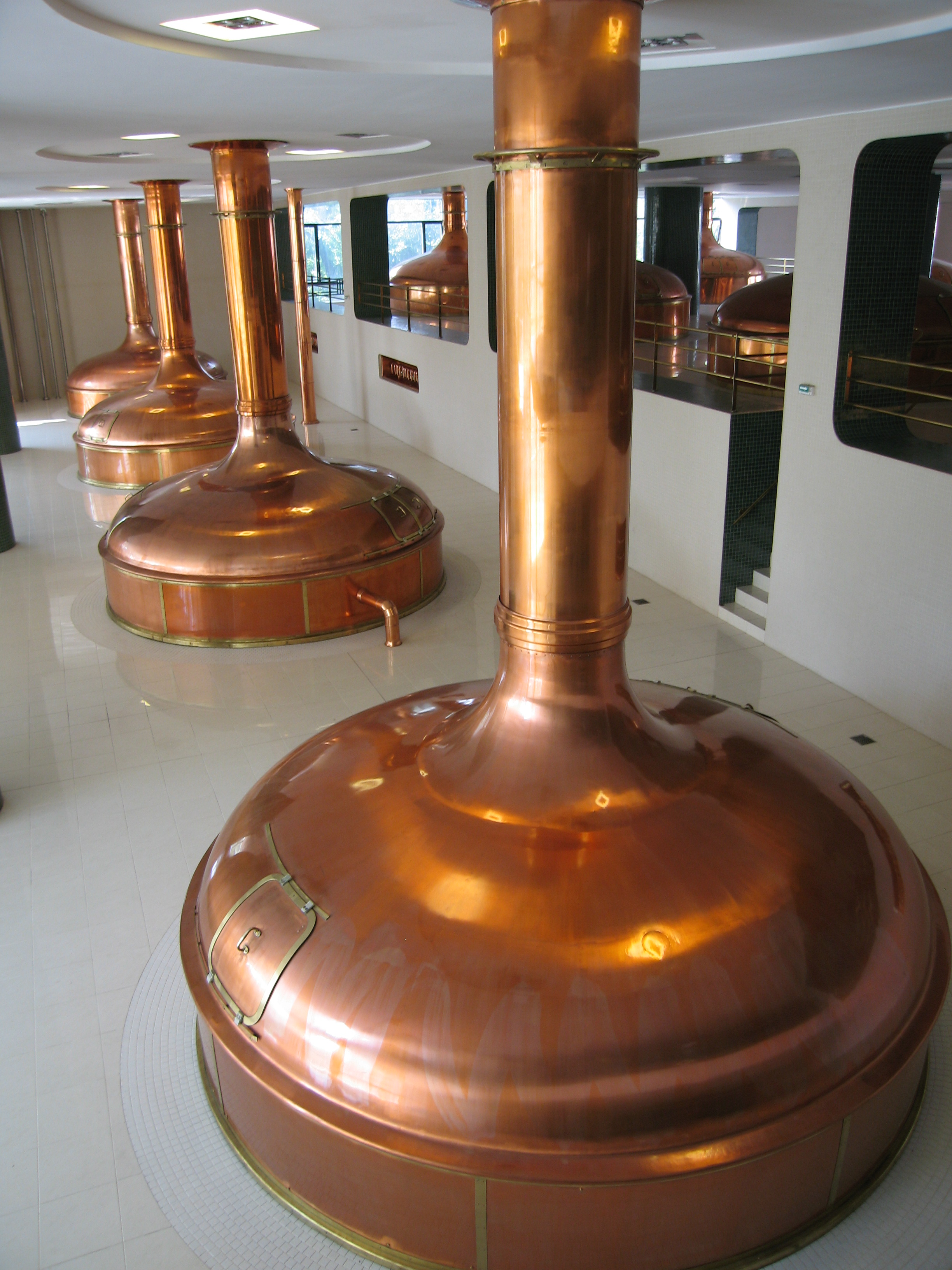
Pivovar Prazdroj
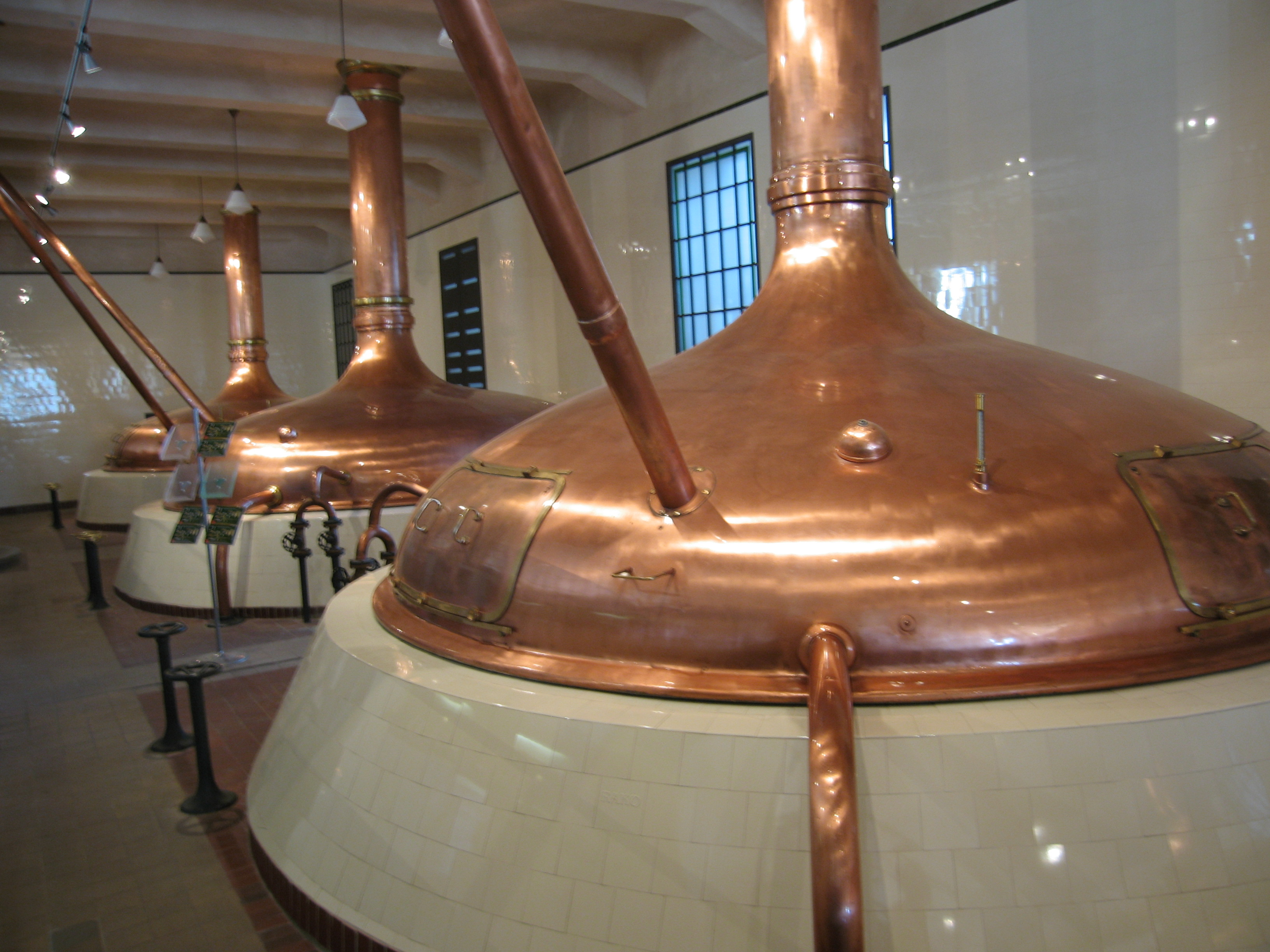
Pivovar Prazdroj
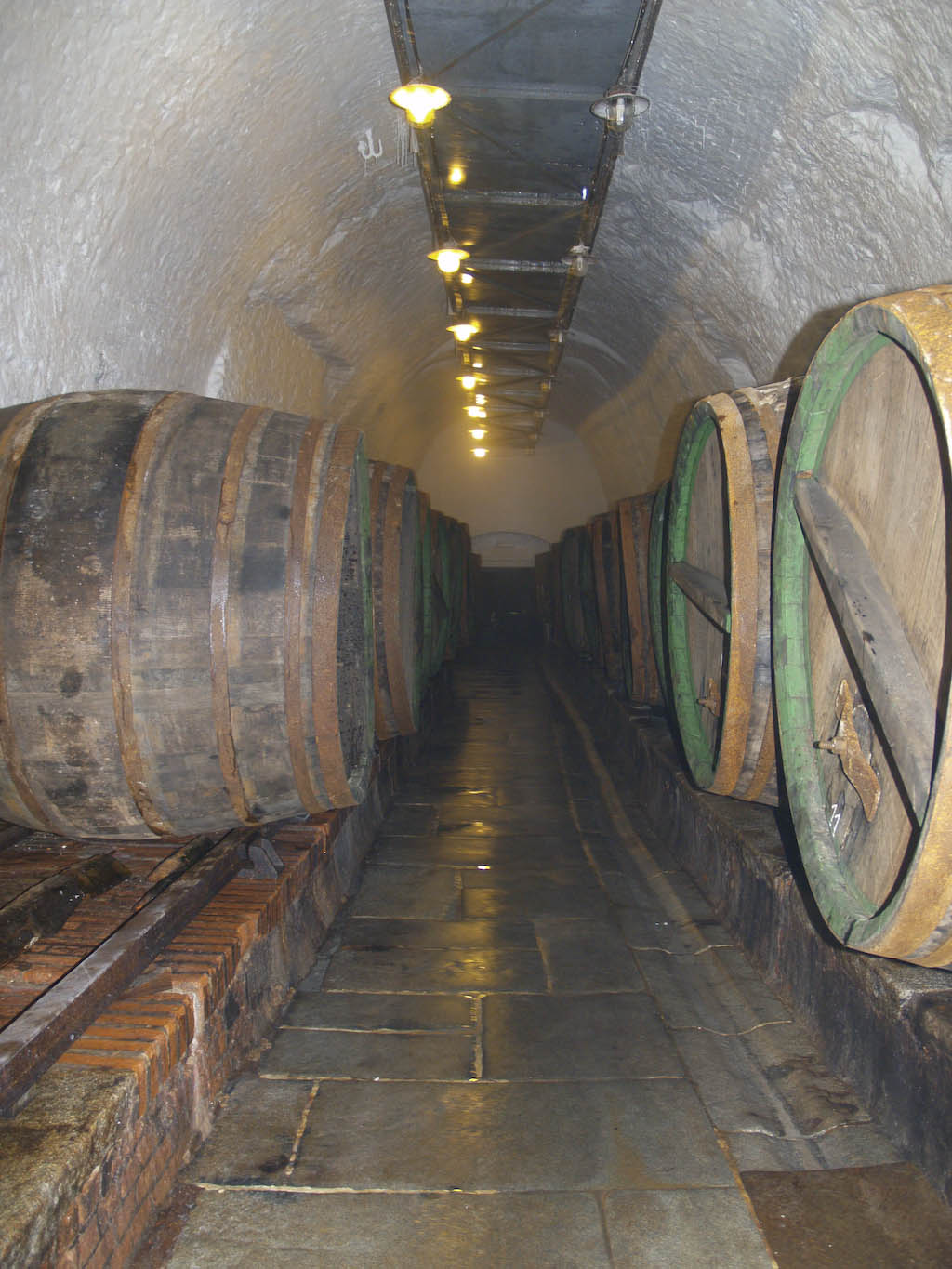
Pivovar Prazdroj
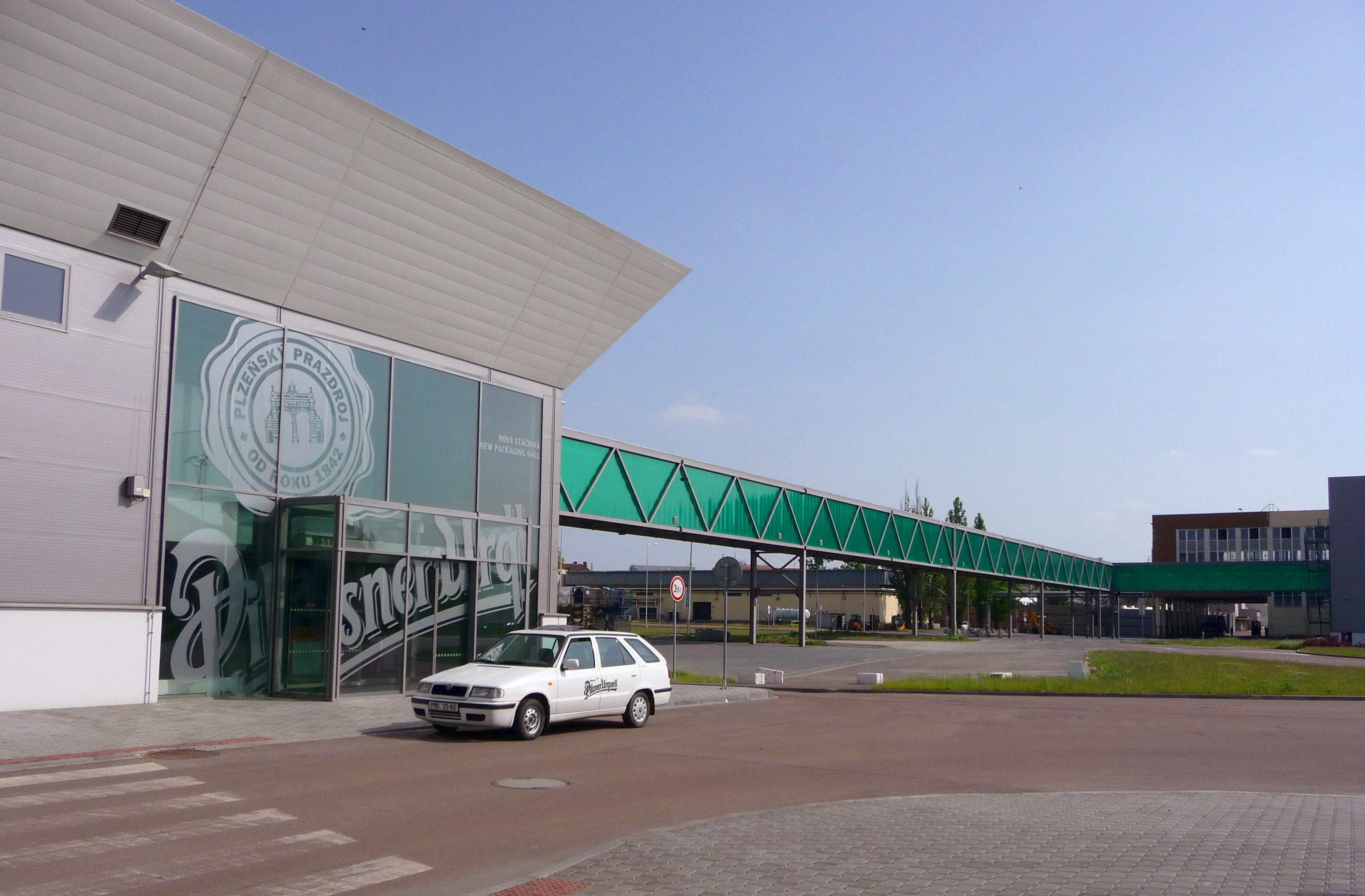
Nová stáčírna
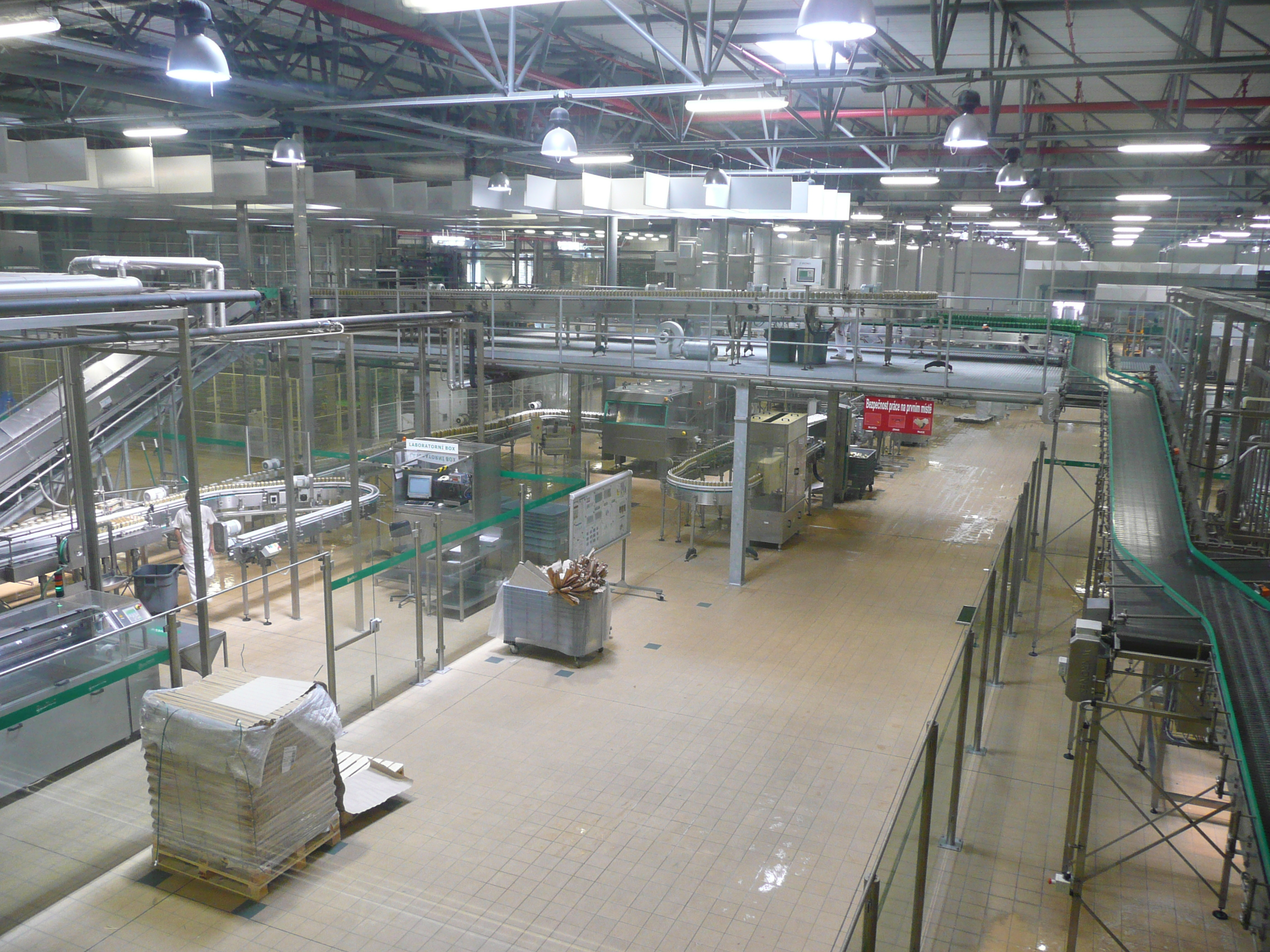
Pivovar Prazdroj